# Sport Huambo e Benfica
Sport Huambo e Benfica, meist nur Benfica Huambo genannt, ist ein Sportverein aus der angolanischen Stadt Huambo. Bekannt ist er für seine Fußball-Mannschaft, aber auch für seine Basketball- und Rollhockey-Abteilungen, insbesondere im Jugendbereich.

## Geschichte und Gegenwart
Der Verein wurde unter dem Namen Sport Nova Lisboa e Benfica am 29. September 1931 gegründet, als Filialverein des portugiesischen Klubs Benfica Lissabon (port.: Sport Lisboa e Benfica) in Nova Lisboa, dem damaligen portugiesischen Ortsnamen des heutigen Huambo.
1972 wurde er angolanischer Meister. Nach der Unabhängigkeit Angolas von Portugal 1975 erhielt der Verein den Namen Estrela Vermelha do Huambo (dt.: Roter Stern von Huambo), im Zuge der antikolonialen Bemühungen der neuen sozialistischen Regierung. Später wurde er in Mambroa umbenannt, bevor er nach der Saison 1989 seinen heutigen, auf seine ursprüngliche Bezeichnung zurückgehenden Namen erhielt. Mambroa blieb als Rufname neben seinem offiziellen Titel gebräuchlich.
Nach einigen Spielzeiten in den 1980er Jahren im Girabola, der höchsten angolanischen Spielklasse, spielte der Klub letztmals in der Saison 1997 im Girabola, um danach in die zweite Liga abzusteigen.
Im Zuge des wirtschaftlichen Aufschwungs seit Ende des angolanischen Bürgerkriegs (1975–2002) hat auch Benfica Huambo seine Einrichtungen verbessern und erweitern können. So verfügte er 2006 bereits wieder über einen Rasenplatz und eine Multifunktions-Sporthalle (pavilhão gimno-desportivo), zudem besitzt der Verein das Hotel Ruacaná. Die Erwartungen, der beliebte Verein könne wieder zu einer Größe im angolanischen Sport werden, haben sich bisher jedoch nicht erfüllt. Die Vereinsleitung hält jedoch weiter an ihrem Ziel fest, in der Region wieder ein bedeutender Faktor zu werden (Stand 2014).

## Erfolge
- Angolanischer Meister:
  - 1972